# Мирошниченко, Василий Владимирович
Василий Владимирович Мирошниченко (укр. Василь Володимирович Мирошниченко; род. 12 июня 1981, Тернополь, УССР, СССР) — украинский дипломат. Чрезвычайный и полномочный посол Украины в Австралии с 9 марта 2022 года, чрезвычайный и полномочный посол Украины в Новой Зеландии с 24 июня 2022 года по совместительству. Советник Министра обороны Украины (на гражданских должностях) с 7 марта 2022 года. Партнёр компании CFC Big Ideas, член наблюдательного совета ГП «Украинский институт», экс-руководитель Ассоциации «Профессиональное правительство», директор Украинско-Британского Сити Клуба и глава его украинского представительства, соучредитель «Европейского молодёжного парламента — Украина».

## Ранние годы
Родился 12 июня 1981 года в Тернополе в семье врачей. Отец — заведующий неврологическим отделением Волочиской районной больницы, мать — семейный доктор. Вырос и окончил общеобразовательную школу I-III ступеней № 1 в Волочиске Хмельницкой области.

## Образование
В 1998—2003 годах учился в Институте международных отношений. Получил степени магистра и бакалавра в сфере международных отношений. Диплом с отличием.
В период с июня по август 2002 года — участник программы Global Village для будущих лидеров бизнеса и промышленности, Институт Аякоки, Университет Лихай (Lehigh University). Прошел интенсивный бизнес-тренинг, который состоял из лидерских и бизнес-курсов, встреч с руководителями крупных американских компаний и бизнес-консалтингового проекта.
В 2005—2006 годах — учился в Лондонской школе экономики и политических наук (LSE), Лондон, Великобритания. Получил степень магистра по международной политической экономии. Был стипендиатом программы правительства Великобритании Чивнинг. Курсы: международная политическая экономия, международная торговля, экономическая дипломатия. Защитил дипломную работу на тему «Механизмы привлечения прямых иностранных инвестиций».
В период с ноября 2008 по май 2009 года учился на программе менеджмента Шведского института в Стокгольме (Швеция). Спонсированная шведским правительством тренинговая программа (4 однонедельных модуля) по корпоративной социальной ответственности и устойчивому развитию. Также участвовал в консалтинговом проекте ведущей шведской фармацевтической компании.
В мае 2014 года прошёл интенсивный двухнедельный курс в Американском университете, Институте взаимодействия с органами государственной власти в Центре президентских и парламентских исследований, который включал лекции преподавателей и более 40 действующих вашингтонских лоббистов от бизнеса, общественных и отраслевых организаций, университетов, предприятий, торговых ассоциаций и иностранных правительств.

## Карьера
В 1999—2000 годах — стажёр отдела прессы, образования и культуры в Посольстве Соединённых Штатов Америки в Киеве. Продвигал программы академического обмена, координировал волонтеров пресс-центра во время визита Президента США в Киев.
В 2001 году — стажёр, помощник депутата в Палате общин, Парламент Канады. Участник Канадско-украинской парламентской программы. Готовил материалы для округа, помогал депутату по текущим вопросам, посещал заседания в комитетах.
С 2002 года — партнёр CFC Big Ideas. Компания занимается реализацией проектов по стратегическим коммуникациям, PR и кризисным коммуникациям. Организовывает конференции для международных корпораций на важные современные темы.
В 2014—2016 годах — соучредитель, председатель (2015—2016 годы) и член совета директоров ассоциации «Профессиональное правительство». Инициатива объединила более 3000 выпускников западных вузов с целью поддержки экономических реформ в Украине. Сейчас организация сосредоточена прежде всего на реформировании государственной службы.
С 2014 года — соучредитель Украинского кризисного медиа-центра. Был вовлечён в создание организации многоязычной службы новостей посвященной вопросам безопасности и обороны, экономических реформ и европейской интеграции Украины. Принимал участие в форумах на полях саммитов НАТО.
В 2018—2019 годах — участник Marshall Memorial Fellowship, престижной лидерской программы Немецкого Фонда Маршала США. Изучал лучшие практики в государственном секторе, бизнесе и гражданском обществе.
В мае 2021 года приказом Министра иностранных дел был назначен членом наблюдательного совета ГП «Украинский институт», организации, которая работает над укреплением положительного имиджа Украины средствами культурной дипломатии.
9 марта 2022 года назначен послом Украины в Австралии.
24 июня 2022 года назначен послом Украины в Новой Зеландии по совместительству.

## Гражданская деятельность
В 2001—2004 годах — соучредитель и президент молодёжной общественной организации «Европейский молодёжный парламент — Украина».

## Благотворительность
С 2008 года входит в киевский круг друзей Украинского католического университета. С 2012 по 2017 год и с 2019 по 2021 год возглавлял организационный комитет благотворительного вечера УКУ в Киеве. Поддерживает национальную скаутскую организацию «Пласт».

## Награды и отличия
- Медаль «За содействие Вооружённым Силам Украины» (2023)[14]

## Семья
Женат с 2003 года. Жена — Мирошниченко Лиана Анатольевна. Дочь — Ярослава 2003 года рождения. Сын — Юрий 2016 года рождения.

## Хобби
Бег на длинную дистанцию. Участвовал в 6 марафонах, в частности Лиссабон (2019), Стамбул (2020), Анталия (2021), Мадрид (2021) и двух индивидуальных марафонах. Заплывы в открытых водоемах. Участник любительских соревнований Oceanman, велопробеги.

## Публикации
- Статья «Business Sense: Ways to start fixing Ukraine's already horrible image abroad», KyivPost, 3 декабря 2009 г.
- Один из соавторов книги «Як зробити Україну успішною» Архивировано 10 мая 2021 года., издательство «Смолоскип», 2018 г.
- Статья «Брендинг нації: глобальні тенденції та виклики України» Архивировано 12 марта 2022 года., Ukraine Analytica, 9 января 2018 г.
- Статья «Saving people and the economy», KyivPost, 23 марта 2020 г.
- Статья «Brexit як шанс для експорту: що дасть Україні ЗВТ із Британією» Архивировано 14 марта 2022 года., Европейская Правда, 8 октября 2020 г.
- Статья «Now is the perfect moment to strengthen ties with Ukraine» Архивировано 10 августа 2020 года., CapX, 8 июля 2020 г.
- Статья «UK and Ukraine sign a historic post-Brexit free trade deal» Архивировано 14 марта 2022 года.Atlantic Council, 12 октября 2020 г.
- Статья «Імідж України: що можуть зробити дипломати?» Архивировано 14 марта 2022 года., НВ, 22 декабря 2020 г.